# Kovács Dezső (író)

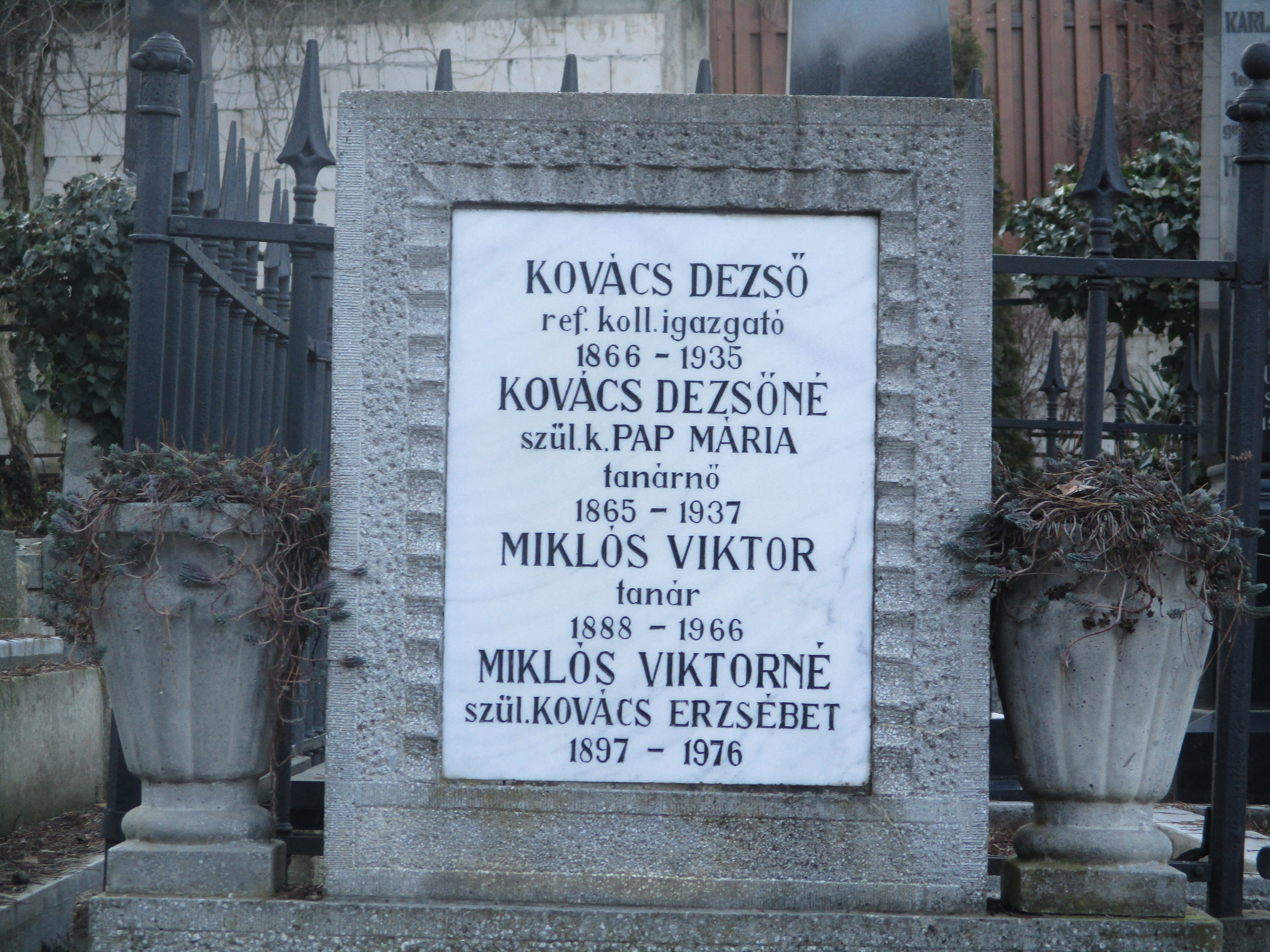
Sírja a Házsongárdi temető lutheránus részében

Kovács Dezső (Magyarlápos, 1866. december 29. – Kolozsvár, 1935. június 17.) magyar író, kritikus, szerkesztő. Felesége Pap Mária ifjúsági író.

## Életútja
A Református Kollégiumban érettségizett (1887), magyar-latin szakos tanulmányait a Ferenc József Tudományegyetemen végezte (1891). Egykori iskolájában kezdte pedagógusi pályáját, hat év után választották meg rendes tanárrá (1897), majd a Református Kollégium igazgatója (1910–33). Nemzedékek egész sorát nevelte, tanítványai voltak: Áprily Lajos, Kós Károly, Szabó Dezső. Közben lankadatlanul végezte irodalomszervező munkáját. 1899-től az Erdélyi Irodalmi Társaság tagja, 1908-tól titkára, 1922-től alelnöke. 1910-től a Kemény Zsigmond Társaság tagja.

## Munkássága

### Szépírói munkássága
Már egyetemi hallgató korában feltűntek elbeszélései, karcolatai a kolozsvári és budapesti lapokban. Thury Zoltán és Petelei István bátorította írásra, Kiss József személyesen kereste fel bécsi katonáskodása idején s kért tőle írást A Hét számára. Két diákkori barátjával, Bede Jóbbal és Fekete Nagy Bélával együtt Trifólium (Kolozsvár, 1891) c. közös elbeszéléskötetben jelentkezett, majd Kolozsvári Lapok címen szépirodalmi és társadalmi lapot indított (1898-99), kiforrott íróként mutatkozva be novelláival.
Első önálló elbeszéléskötete, a bányász-tárgyú Apró komédiák (Kolozsvár, 1900) drámaiságával és mindenen átderengő humorával egyaránt a kritika elismerését váltotta ki, a Szabó Samu kollégiumi tanártársával együtt szerkesztett Mátyás király emlékkönyv (Kolozsvár, 1902) keretében pedig anekdota-feldolgozásaival aratott sikert. Mégis majd csak negyedszázad múlva lépett újabb gyűjteményekkel az olvasók elé az Apostolok és csavargók (Kolozsvár, 1924) és az ugyanekkor megjelenő Ballag már a vén diák c. köteteivel. A halálát követő esztendőben az ESZC adott ki válogatást írásaiból Kollégiumi történetek és egyéb elbeszélések c. alatt (Kolozsvár, 1936) Maksay Albert gondos, az író szociális érzékét előtérbe állító bevezető tanulmányával. Újabb válogatás elbeszéléseiből és anekdotáiból 1970-ben jelent meg a Kriterion Kiadó gondozásában, Nagy Géza bevezetőjével (A kísértő).

### Írói szemlélete és eszköztára
Írói eszközeit tekintve a magyar próza realista hagyományait követte, tematikában, társadalombírálatban viszont az útkeresők közé tartozott. Az élet peremére szorítottak, földéhes mezőségi parasztok, napi gondokkal küszködő kispolgárok, hivatalnokok, meghasonlott művészlelkek, kétes egzisztenciájú kisemberek a hősei. Az írói szenvedély olykor lázító indulattá fokozza a szegények fölé hajló együttérzését.
Determinisztikusan felfogott helyzetei némiképp Petelei István tragikus történeteire emlékeztetnek, ugyanígy a lélekrajzban is érezzük a jeles erdélyi novellista példaadását. Az ő elbeszélései azonban epikusabbak, párbeszédei nem olyan tömörek, mint a Peteleié, hiányzik belőlük Thury Zoltán drámaisága is. Maksay Albert így közelíti meg egyéniségét: "...élettartalma a teljességre törekvő látás volt, s ez nem elégedett meg a befelé szemlélődéssel, hanem utakat fürkészett a részletektől az egészhez, a kicsi dolgoktól az egyetemességhez, a saját szempontoktól a közösséghez, a lélek magányától a lelkek egyetértéséhez."

### Esszéi, kritikái, portréi
Említésre méltó pályakezdő irodalomesztétikai értekezése, A dráma és regény határa című (Kolozsvár, 1894), mint ahogyan érdemesek a számbavételre korabeli lapokban eltemetett színikritikái s még inkább nagy színészegyéniségekről – Szentgyörgyi Istvánról, Blaha Lujzáról, Laczkó Arankáról, Poór Liliről – készült portréi. Utolsó éveiben egy erdélyi irodalmi lexikonhoz gyűjtött anyagot; jegyzetei a készülő munkához hagyatékában találhatók.

## Művei
- Apró komédiák. Elbeszélések; szerzői, Kolozsvár, 1900
- Hunyadi Mátyás király az igazságos. Emlékkönyv; szerk. Kovács Dezső, Szabó Samu; Gombos Ny., Kolozsvár, 1902
- Apostolok és csavargók. Elbeszélések; Minerva, Cluj-Kolozsvár, 1924
- Kollégiumi történetek és egyéb elbeszélések; bev. Maksay Albert;  Erdélyi Szépmíves Céh, Kolozsvár, 1936 (Erdélyi Szépmíves Céh kiadványa. IX. sorozat)

## Emlékezete
Kolozsváron egy kis utca viseli a nevét a református kollégium mellett.